# Asura rhabdota
Asura rhabdota là một loài bướm đêm thuộc phân họ Arctiinae, họ Erebidae.